# Puerto deportivo de Cala d'Or

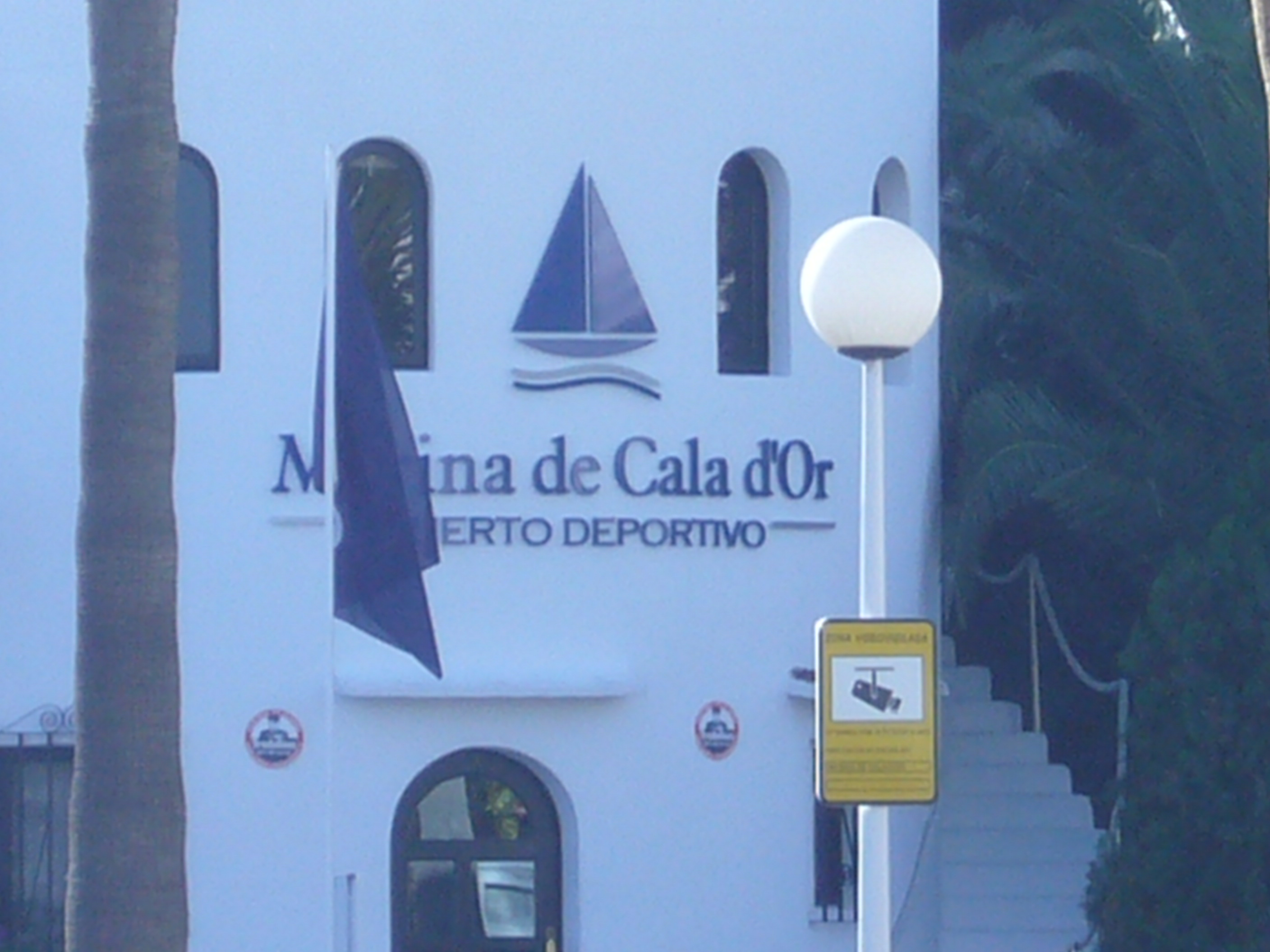
Edificio de las oficinas del puerto.

La Marina de Cala d'Or es un puerto deportivo situado en la localidad española de Cala d'Or, municipio de Santañí, en el sureste de Mallorca. Administrativamente está adscrito al Gobierno de las Islas Baleares. La sociedad que promocionó estas instalaciones inició sus actuaciones en 1968, con anterioridad a la promulgación de la Ley de Puertos Deportivos de 1969, y llevó a cabo unas primeras obras autorizadas por orden ministerial del 12 de junio de 1970. Con posterioridad se han introducido notorias mejoras, así como una ampliación con reforma de las instalaciones en 1987. Estas mejoras, especialmente por la renovación del agua, continuaron durante 1989. El complejo ocupa gran parte de la llamada cala Llonga, incluso con una ampliación del espejo del agua en el fondo, sin más tráfico que el náutico, deportivo y recreativo.
El puerto tiene una gestión indirecta y todos los ingresos de este van destinados a la mejora de sus infraestructuras, no tiene ánimo de lucro y el dinero se invierte en el mismo puerto. Debido a su gran importancia turística en el Migjorn mallorquín, existe un elevado nivel de servicios como restaurantes y comercios.
La Marina se divide en dos zonas bien diferenciadas: el Port Petit al norte, junto al centro de Cala d'Or, y Porto Carí al sur, junto al barrio de Cala Egos.

## Información histórica
Este paraje resulta históricamente evocador por cuanto el caballero d'Aspheld desembarcó en él en 1715 con un numeroso ejército para someter a la dinastía borbónica el Reino de Mallorca que aún permanecía fiel a la causa austriaca, siendo el último de los reinos españoles de la Corona de Aragón que se sometió a Felipe V. Posteriormente, en el siglo XVIII, se construyó El Fortín que hoy se puede visitar, tras su restauración, siendo una de las pocas obras militares de este género en la isla de Mallorca.

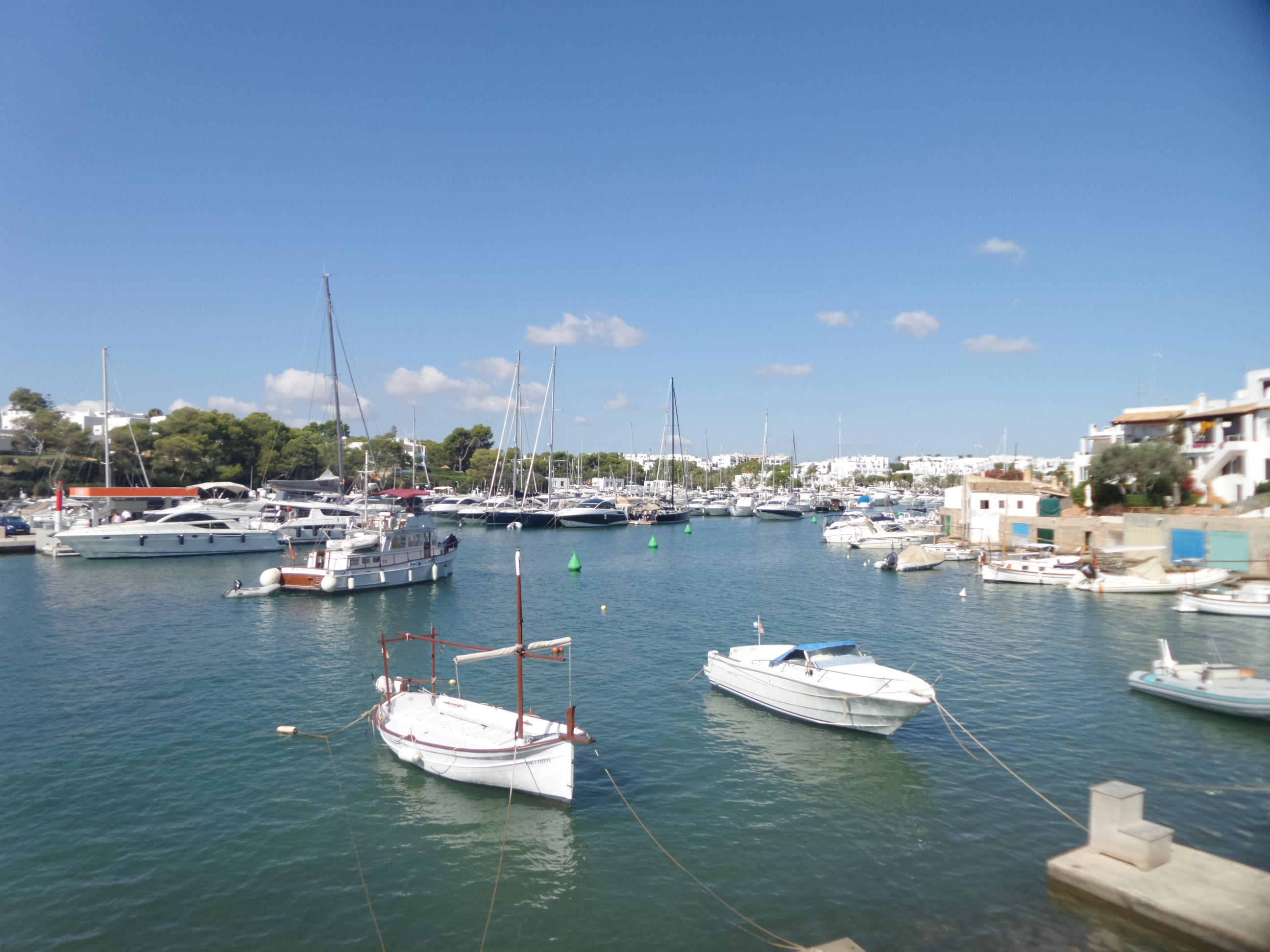
La entrada al puerto.

## Ampliaciones futuras
Debido a las limitaciones físicas del puerto, puesto que se trata de un puerto natural, y la posición en contra de ampliaciones que puedan afectar al entorno natural del puerto, el Gobierno de las Islas Baleares descartó futuras ampliaciones. Aunque se ha estudiado la instalación de islas flotantes para evitar los fondeos ilegales, en verano especialmente. Con dicha propuesta se podría solucionar el problema de falta de amarres, evitando ampliaciones.

## Accesibilidad

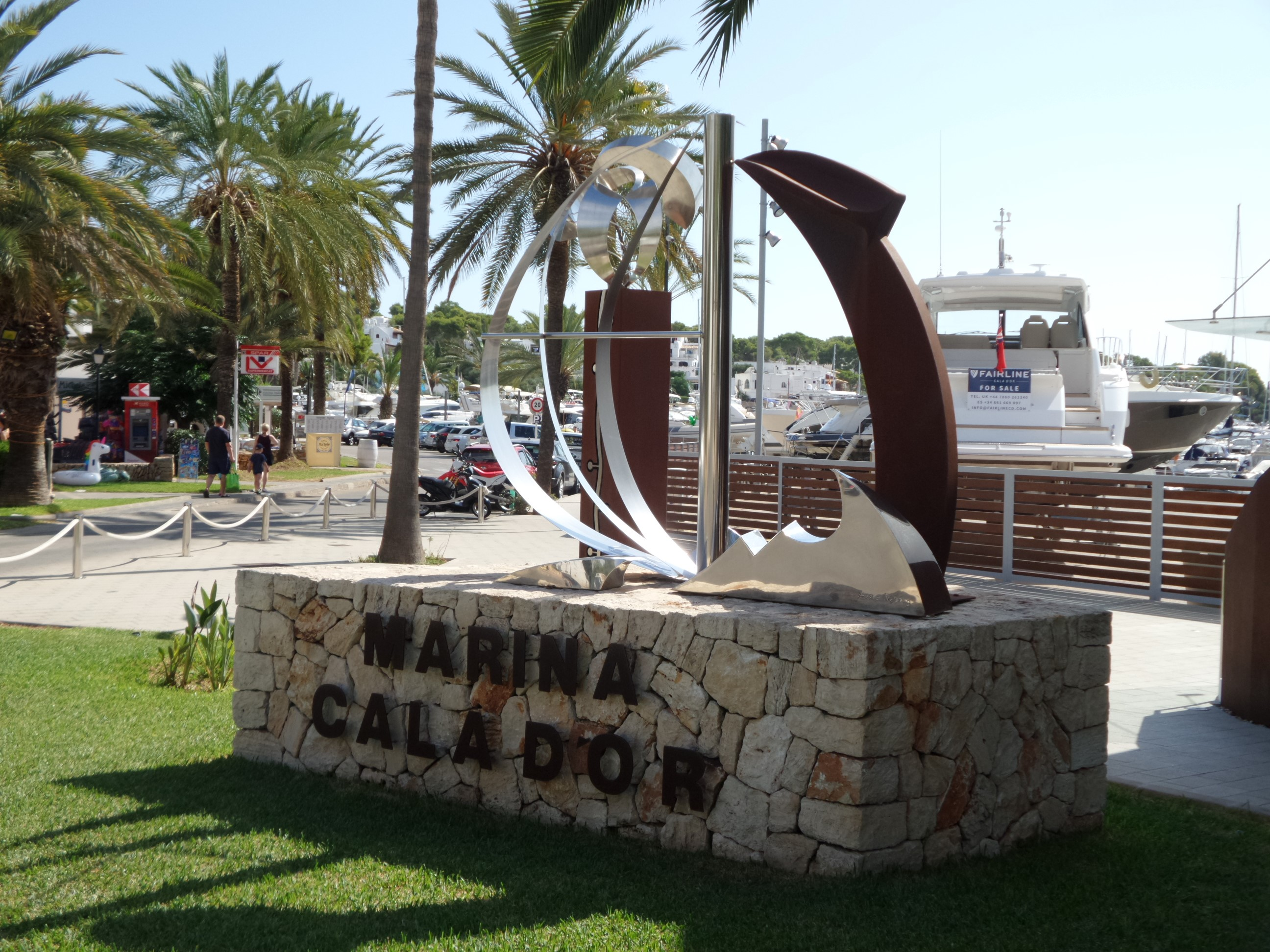
Acceso al puerto para los vehículos y peatones.

Dada la condición de total urbanización de la rivera es accesible por los viales que terminen en la zona de dominio público de la costa.
Acceso en automóvil a toda la extensión de puerto, con fácil aparcamiento, clasificado por sectores, pudiéndose dejar el vehículo a pie de amarre. La accesibilidad peatonal es cómoda, con calzadas anchas en los pantalanes fijos y con fácil accesibilidad también en pantalanes de pilas. Consta de un paseo marítimo en el propio puerto.
Buena parte de la rivera está formada por rocas bajas, siendo sencillo el acceso hasta las embarcaciones más pequeñas.

## Relación puerto-entorno
Es un puerto de recreo que se sitúa en el mismo pueblo siendo también centro de ocio y cultural, ya que en sus inmediaciones se encuentran numerosos restaurantes, discotecas, hoteles o centros de actividades, entre otros. 

### De Portopetro a Cala d'Or
Tramo de costa rocosa recortada de bajos acantilados, que en su medianía dispone de una única caleta, cala Egos, con una playa de arena de 20 metros de fondo; la acción del roción en las numerosas puntas deja a la roca desnuda en una considerable extensión.

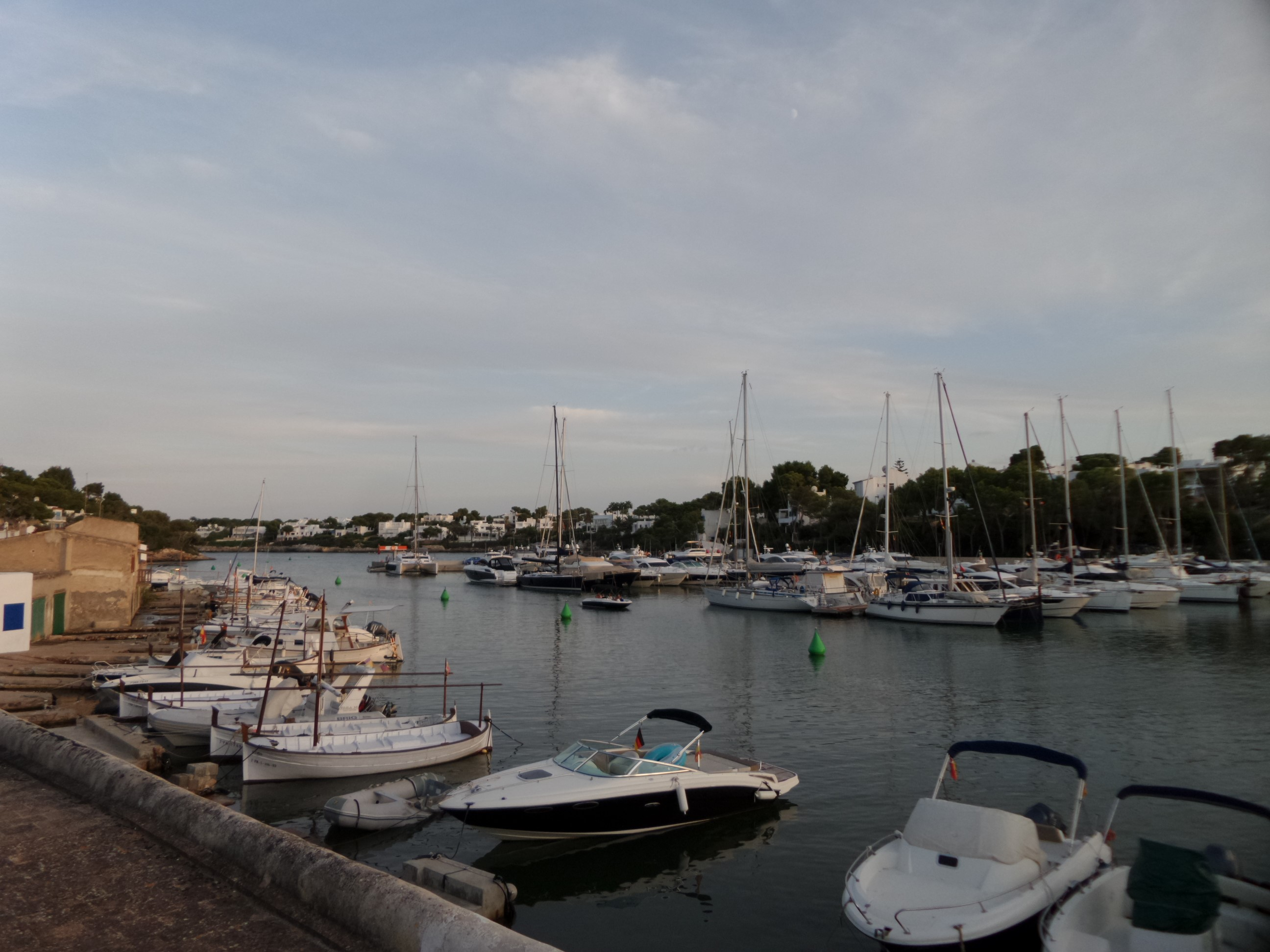
Vista del puerto de Cala d'Or, con el barrio de Cala Egos al fondo.

Se encuentra totalmente urbanizada siendo los núcleos más antiguos los cercanos a Cala d'Or, ya que fueron objeto de una incipiente urbanización en los años 30 del siglo XX.
Salvo en el fondo de las calas y caletas, el fondo marino es de arena y alga en mosaico, con discretos claros de arena frente a las playas de dichas calas. No se encuentra ningún escollo ni restinga mencionable, siendo lugares apropiados para el fondeo.

### De Cala d'Or a Porto Colom
De características similares a las del tramo anterior la costa es recortada, rocosa y solamente arenosa en las playas del fondo de las diversas y profundas calas que en ella se encuentra, destaca cala Ferrera y cala Marsal.
Salvo en un apreciable tramo de costa que corresponde al Área Natural de Punta Negra-Cala Mitjana, la ribera se encuentra intensamente urbanizada.
Se sitúa en el tramo dos pequeños islotes: el denominado Farallón de Cala Ferrera y el de Fred. Las aguas son notoriamente navegables siendo sólo navegables el “Escull de'n Foguerada” en las inmediaciones del Morro de's Ras. Los fondos marinos están constituidos por grava y arena aunque tampoco faltan praderas de posidonia en las inmediaciones de la costa.
Dado el estado absolutamente natural del tramo correspondiente al Área Natural de Punta Negra-Cala Mitjana, resulta de gran interés el recorrido del camino de sa Ronda, que permite observar el estado general del paisaje de la isla de Mallorca antes de procederse a las construcciones.
El puerto, debido a su situación y su gran extensión, provoca un impacto en el medio que lo rodea de gran riqueza paisajística natural.

## Información técnica

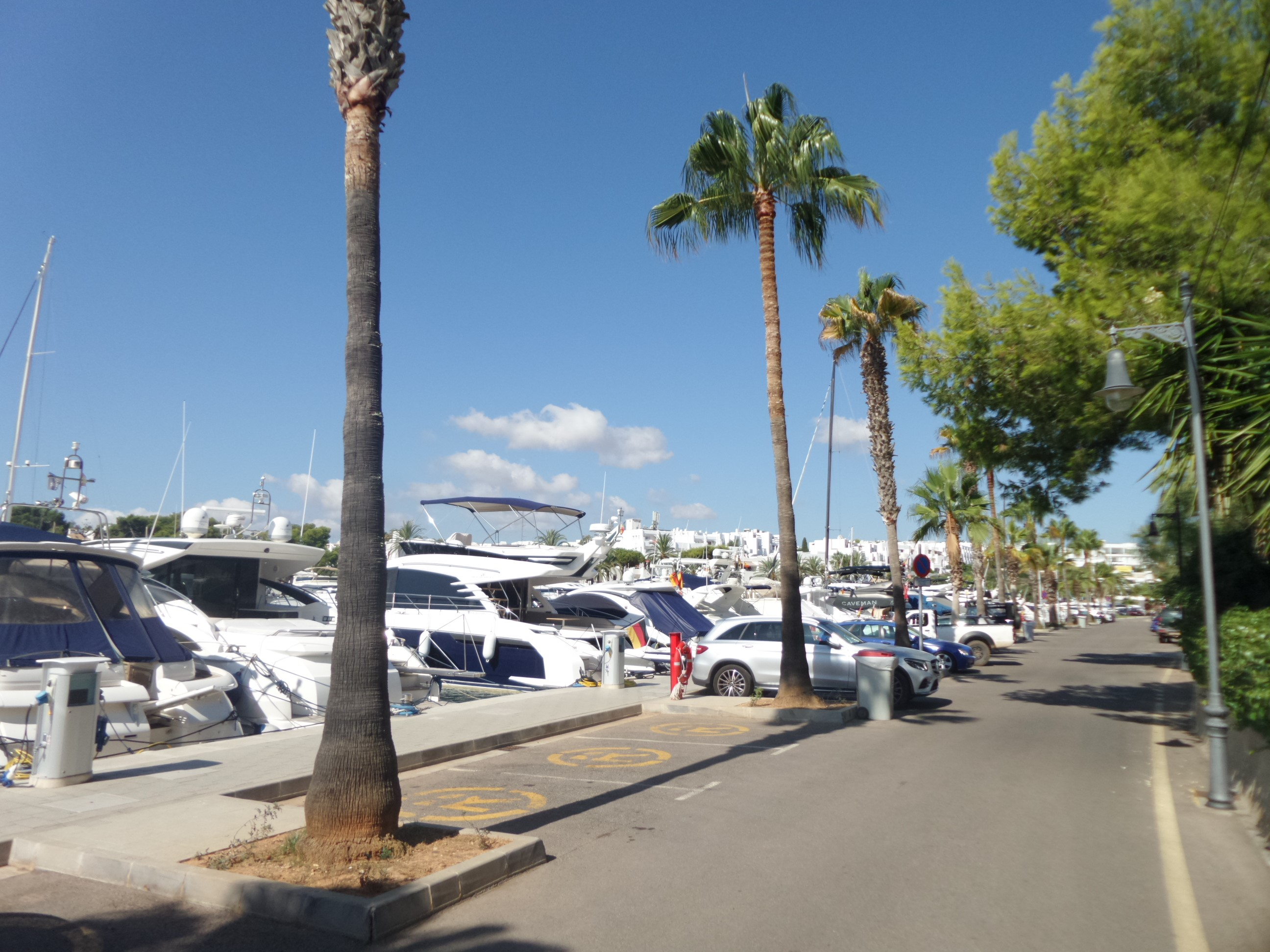
Vista del puerto de Cala d'Or.

### Tipología del puerto
La infraestructura está constituida por un dique de abrigo para resguardar el fondo de la cala de los temporales que la abordan del primer cuadrante, y por extensos muelles de ribera, tanto en la parte norte como en la sur, así como por cinco pantalanes en la ribera sur y uno en el fondo.
Para la localización de la bocana durante el día debe identificarse primero la Punta del Fortín con un bajo acantilado coronado por una inmensa urbanización, y distinguir en esta punta el antiguo fortín, con una baliza en sus inmediaciones con torreta a franjas blancas y negras. Alcanzada la bocana de paraje de ses Puntetes, que tiene tres cala, debe abordarse la cala Petita hacia el sur siguiendo el canal balizado por boyas.
Durante la noche ha de recalarse sobre la indicada baliza de grupos de destellos blancos conforme señala la luz n.º 33680 del Libro de Faros, rebasada la bocana de las calas, entrar en el puerto por el canal con el auxilio de las luces, verde de destellos n.º 33690, en el morro de ses Puntetes y roja de grupos de destello del morro del espigón, n.º 33700 de dicho Libro.

## Galería

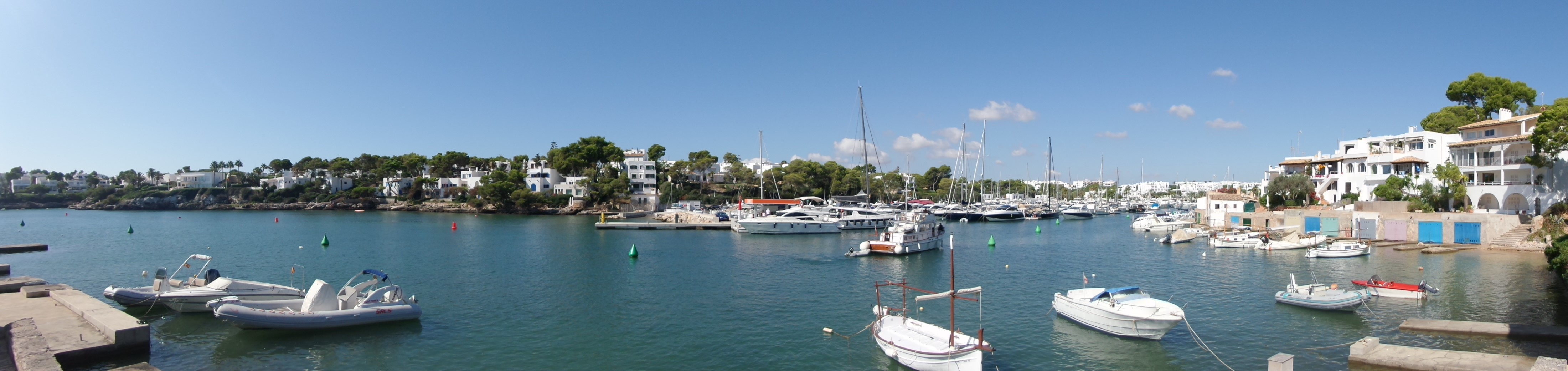
Vista panorámica.